# FC Johansen
Der Football Club Johansen ist ein Fußballverein aus Freetown, der Hauptstadt von Sierra Leone. Aktuell (Stand März 2024) spielt der Verein in der zweiten Liga.

## Erfolge
- Sierra-leonischer Pokalsieger: 2016

## Stadion
Der Verein trägt seine Heimspiele im Kingtom Field in Freetown aus. Das Stadion (Sandplatz) hat ein Fassungsvermögen von 1000 Personen.